# Philipp von Anjou (Titularkönig)
Philipp von Anjou (französisch: Philippe d'Anjou, italienisch: Filipo d'Angiò; * 1256; † 1. Januar 1277 in Bari) war ein jüngerer Sohn des Karl von Anjou, Königs von Sizilien, und der Gräfin Beatrix von der Provence. Er gehörte damit dem Haus Anjou an, einem Nebenzweig der Kapetinger.
Nachdem Karl von Anjou 1266 das Königreich Sizilien erobert hatte, betrieb er erfolglos bei Papst Clemens IV. die Einsetzung Philipps als König von Sardinien. Im Jahr 1269 wurde Philipp dennoch von der guelfisch gesinnten Kommune Sassari zum König von Sardinien gewählt. Die Guelfen von Sardinien erhofften sich damit die Unterstützung der Anjou für den Kampf gegen das ghibellinische Pisa zu gewinnen, welches die dominierende Macht auf der Insel war. Diese Wahl hatte allerdings keine unmittelbaren Auswirkungen, zumal die angevinischen Interessen hier mit denjenigen von Aragón kollidierten.
Am 28. Mai 1271 heiratete Philipp in der Kathedrale von Trani die Erbin des Fürstentums Achaia, Isabelle de Villehardouin. Die Ehe erfüllte eine Bedingung des Vertrags von Viterbo aus dem Jahr 1267, wonach das Haus Anjou das Erbe der Villehardouin antreten sollte. Philipp sollte dem Brautvater Wilhelm II. bei dessen Tod als Fürst von Achaia nachfolgen; sollte er aber noch vor dem Fürsten ohne eigenen Erben sterben, würde Achaia direkt an seinen Bruder Karl von Anjou fallen, wie es schließlich auch eintrat.
Am 12. Juni 1272 wurde Philipp gemeinsam mit seinem älteren Bruder Karl von Salerno vor dem Kloster San Pieto ad Aram bei Neapel zum Ritter geschlagen. Am 10. Mai 1274 wurde er von seinem Schwager Philipp von Courtenay, Titularkaiser von Konstantinopel, mit dem Königreich Thessaloniki belehnt, ein Titel, der ebenfalls inhaltsleer war.
Philipp starb nach einer Krankheit im Jahr 1277 in Bari und wurde in der Kathedrale von Trani bestattet.